# BFC Preussen
El Berlin Preussen o Berliner Fußball Club Preussen es club deportivo alemán que también cuenta con departamentos de balonmano, voleibol, atletismo, gimnasia, hockey sobre hielo. Su nombre se debe a la palabra Preussen que al igual que la palabra Borussia significan Prusia, como el nombre del famoso Reino de Prusia en el Segundo Reich alemán. Incluso este equipo fue uno de los clubes fundadores de la DFB (Deutscher Fussball Bund o Federación Alemana de Fútbol) en Leipzig en 1900.

## Historia
El club se formó como BFC Friedrich Wilhelm el 1 de mayo de 1894 por una serie de jugadores que habían dejado Hevellia Berlín. En1895, el equipo pasó a denominarse Preussen y se encontraban en su camino hacia el éxito en el juego la  VDBV ( Verband Deutscher Ballspiel Vereine que en alemán significa Federación de Equipos de Juego de Pelota). En 1898 el equipo perdió la final de la liga, antes de ganar tres títulos consecutivos en 1899, 1900 y 1901, y luego repetir como campeones en 1910 y 1912. Con el tiempo el Preussen siguió siendo uno de los equipos protagonistas en la Verbandsliga de Berlín-Brandeburgo y la Oberliga de Berlín-Brandeburgo hasta la década de 1930, cuando se convirtió en un equipo de la medianía de la tabla.
En 1933 el fútbol alemán se reorganizó bajo el Tercer Reich en la primera división llamada Gauliga. Sin embargo, el Preussen tuvo malas temporadas en 1932-33 que significó su primer descenso en la historia a la Segunda División Alemana. A raíz de la Segunda Guerra Mundial, las fuerzas de ocupación aliadas, prohibieron las organizaciones deportivas en Alemania, incluidos, por supuesto, los clubes de fútbol. El club se disolvió a su pesar, aunque fue refundado en 1949, no logrando emular su época de mayor gloria.
En la década de 1970, el Preussen había conseguido el tercer lugar en la competencia de la Berlín Amateurliga. Luego avanzó por poco tiempo a la Regionalliga Berlín, permaneciendo dos temporadas (1972-74), antes de descender nuevamente a divisiones inferiores en el concierto del fútbol de Alemania Occidental. A finales de los 70s, de igual manera el equipo tuvo un rápido retorno a la tercera categoría donde tuvo temporadas excepcionales en las que ganó tres veces el primer y dos veces el segundo lugar, lo que no pudo plasmar en un ascenso a la 2. Bundesliga en 1980, puesto que perdió el playoff con el Göttingen SC 05 (0:1 y 1:1) que jugaba en otra liga regional. Haciendo un balance el Preussen jugó toda la década del 1970 hasta la década del 1990 en la tercera división.
A mediado de los 90s este equipo pronto se encontró jugando en la cuarta sexta Verbandsliga Berlín y cayó tan bajo como a la Landesliga Berlín en el período 1999-2000. Después de este período negro, el Preussen se ha recuperado moderadamente y en la actualidad juega en la Oberliga Nordost-Nord que es así como la quinta división, donde juega un apasionante clásico con el famoso Dynamo de Berlín que representa su antípoda política.

## Títulos
- VDBV Federación de Equipos de Juego de Pelota: 1899, 1900, 1901, 1910, 1912
- Oberliga Berlin Tercera División: 1972, 1977, 1980, 1981
- Verbandsliga Berlin : 2005
- Copa de Berlín: 1979, 1980, 1981

## Jugadores

### Jugadores destacados
- Edwin Dutton, exintegrante de la Selección Nacional Alemana[2]
- Oliver Pötschke, integrante de la Selección de fútbol de Filipinas[3]